# Tanah Hitam (Padang Panjang Barat)
Tanah Hitam is een bestuurslaag in het regentschap Padang Panjang van de provincie West-Sumatra, Indonesië. Tanah Hitam telt 3112 inwoners (volkstelling 2010).